# Fouqueville
Fouqueville település Franciaországban, Eure megyében. Lakosainak száma 443 fő (2022. január 1.). Fouqueville Amfreville-Saint-Amand, Le Bec-Thomas, Crestot, La Harengère, Hectomare és Saint-Ouen-de-Pontcheuil községekkel határos.

## Népesség
A település népességének változása:
| Lakosok száma | 199  | 413  | 433  | 409  | 456  | 455  | 460  | 448  | 442  | 443  |
|               | 1968 | 1982 | 1990 | 2006 | 2013 | 2015 | 2017 | 2019 | 2020 | 2022 |